# Schoenherria kaorui
Schoenherria kaorui är en skalbaggsart som beskrevs av Takashi Itoh 1993. Schoenherria kaorui ingår i släktet Schoenherria och familjen Melolonthidae. Inga underarter finns listade i Catalogue of Life.